# 百省乡
百省乡，是中华人民共和国广西壮族自治区百色市那坡县下辖的一个乡镇级行政单位。

## 行政区划
百省乡下辖以下地区：
百省村、那孟村、百坎村、坡荣村、坡同村、那布村、面良村、上荣村、上华村、下华村、那翁村、那龙村和规六村。